# Наконечний Валерій Павлович
Наконечний Валерій Павлович (23 липня 1951, с. Гладковичі, Житомирська область, УРСР — 1 серпня 2011, Київ, Україна) — радянський і український актор. Заслужений артист України (23.03.2011).

## З життєпису
Народ. 1951 р. у с. Гладковичі Житомирської обл. Закінчив Київський державний інститут театрального мистецтва ім. І. Карпенка-Карого (1977).
Грав у кінокартинах: 
- «Дивна відпустка» (1980, т/ф, 3 а),
- «Щастя Никифора Бубнова» (1983),
- «Легенда про безсмертя» (1985),
- «Наближення до майбутнього» (1986),
- «Все перемагає любов» (1987),
- «Жменяки» (1987),
- «Бухта смерті»,
- «Козаки йдуть» (1991),
- «По-модньому» (1992),
- «Тарас Шевченко. Заповіт» (1992, 4 с),
- «Для домашнього огнища» (1992),
- «Стамбульський транзит» (1993),
- «Острів любові» (1995),
- «Чорна рада» (2000), а також у ряді телефільмів:
- «Ігор Саввович» (1986, 3 с.),
- «Війна на західному напрямку» (1990),
- «Секретний фарватер»,
- «Прорив» (1992),
- «Слід перевертня» (2001, т/с) тощо.

Буі членом Національної Спілки кінематографістів України.
Помер 1 серпня 2011, похований на Північному кладовищі (Рожни).